# Dinamo-Jantar Kaliningrad
Dinamo-Jantar Kaliningrad (ru. Динамо-Янтарь г.Калининград) – rosyjski klub siatkarski z Królewca.

## Sekcja mężczyzn
Dinamo-Jantar Kaliningrad (ru. Динамо-Янтарь г.Калининград) – rosyjski, męski klub siatkarski z Królewca, występujący w Wyższej Lidze "A".
Klub bez żadnych znaczących sukcesów w Rosji, a także na arenie międzynarodowej.
W sezonie 2006/2007 w zespole z Królewca występował w-ce Mistrz Świata z 2006 roku, Łukasz Żygadło.

## Sekcja kobiet
Dinamo-Jantar Kaliningrad (ru. Динамо-Янтарь г.Калининград) – rosyjski, żeński klub siatkarski z Królewca, występujący w Superlidze siatkarek.

### Sukcesy
- 2002 – awans do Superligi z Wyższej Ligi "A"
- 2004 – srebrny medal Mistrzostw Rosji
- 2006 – brązowy medal Mistrzostw Rosji

## Polacy w klubie
| Imię i nazwisko | Lata gry  |
| --------------- | --------- |
| Łukasz Żygadło  | 2006–2007 |